# Universität Gafsa
Die Universität Gafsa (arabisch جامعة قفصة, DMG Ǧāmiʿat Qafṣa; französisch Université de Gafsa; kurz UGAF) ist eine staatliche Universität in Gafsa im Zentrum Tunesiens.
Die 2004 gegründete Hochschule bietet Studiengänge in den Naturwissenschaften und Technologie, Wirtschaftswissenschaften und Management, Sprachen und Geisteswissenschaften, Kunst und Handwerk, Sport und Sportpädagogik, Ingenieurwesen sowie Bildung und Erziehung an. Sie beherbergt auch die Nationale Ingenieurschule von Gafsa.